# 渡部陽美
渡部 陽美（わたなべ みなみ、2007年1月1日 - ）は、日本の女子バスケットボール選手である。ポジションはパワーフォワード。WリーグのシャンソンVマジック所属。

## 来歴
兵庫県出身。
三田松聖高校では3年次に主将を務め、ウィンターカップで初のベスト16に導いた。
2024年11月、シャンソン化粧品シャンソンVマジックにリーグ唯一の高校生としてアーリーエントリー登録される。